# Mariánské Hory
Mariánské Hory, bis 1901 Lhotka u Moravské Ostravy, früher Čertova Lhota  (deutsch Marienberg, bis 1901 Ellgoth, früher Teufelsdorf) ist ein Ortsteil der Stadt Ostrava in Tschechien. Er gehört zum Stadtbezirk Mariánské Hory a Hulváky und liegt drei Kilometer westlich des Stadtzentrums von Ostrava.

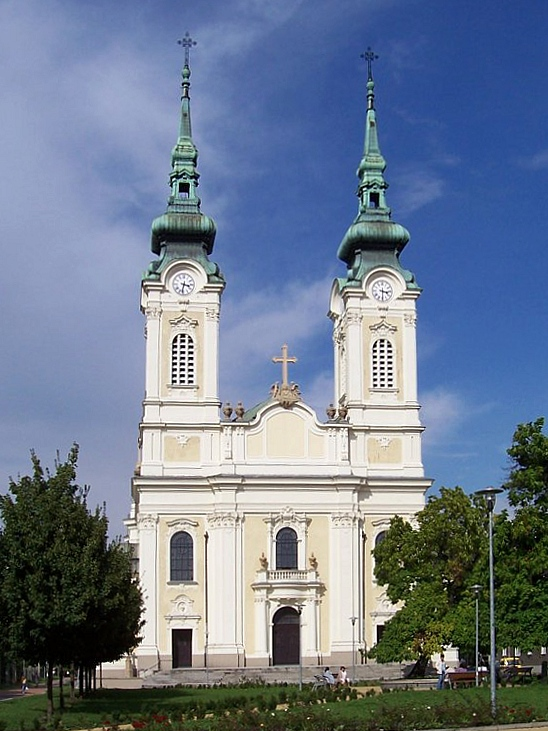
Pfarrkirche in Mariánské Hory

## Geographie
Mariánské Hory befindet sich rechtsseitig der Oder gegenüber der Einmündung der Opava am Černý potok. Durch den Ort führt die Staatsstraße 58 von Bohumín zum Flughafen Ostrava sowie die Ausfallstraße 479 vom Stadtzentrum nach Poruba. Mariánské Hory liegt an der Eisenbahnstrecke von Břeclav nach Ostrava hlavní nádraží (Hauptbahnhof). Am Industriegebiet liegt die Bahnstation „Ostrava-Mariánské Hory“.
Angrenzende Ortsteile sind Lhotka im Norden, Přívoz im Nordosten, Moravská Ostrava im Osten, Vítkovice im Südosten, Hulváky im Süden, Nová Ves im Südwesten, Třebovice im Westen sowie Hošťálkovice im Nordwesten.

## Geschichte
Das ursprünglich an der Teichlandschaft der Oderauen gelegene Dorf entstand zum Ende des 13. Jahrhunderts. Erstmals urkundlich erwähnt wurde der Ort 1367 im Zusammenhang mit dem bischöflichen Lehnsmann Herscho de Teufflsdorf als Teufelsdorf. Ab 1380 fand auch die tschechischen Namensform Czrtowalhota Verwendung. Bis 1426 wechselten die adligen Besitzer des Dorfes öfters, dann wurde der Ort an Mährisch Ostrauer Bürger verkauft.  Nach der Besetzung der Herrschaft Hochwald eignete sich der Hussitenführer Jan Čapek ze Sán Čertova Lhota zusammen mit Ostrava an. 1444 erlangte das Bistum Olmütz die Güter zurück. Die Bewohner des Ortes lebten vor allem von der Fischerei und der Landwirtschaft, nördlich lagen große Fischteiche in den Oderauen. Im Jahre 1539 überließ Bischof Stanislaus Thurzo das Dorf gegen eine jährlich fällige Lieferung von Karpfen und Hechten an die Stadt Mährisch Ostrau.
Bei der schwedischen Besetzung der Stadt während des Dreißigjährigen Krieges im Jahre 1642 hatte Teufelsdorf 14 % der auf die Stadt angefallenen 15.000 Gulden Militärkosten zu tragen. Bis zum 17. Jahrhundert wurden auch die Ortsnamen Diaboli villa und Čertova Lhotka gebraucht, danach bürgerte sich der neue Name Ellgoth bzw. Lhotka ein. Nach der Schlesischen Teilung lag das auf mährischem Territorium gelegene Ellgoth ab 1742 an der preußischen Grenze, die hier entlang der Oder und der Oppa gezogen wurde. 1834 hatte das Dorf 209 Einwohner. Bis zur Aufhebung der Patrimonialherrschaften blieb Ellgoth zu Mährisch Ostrau zugehörig.
1847 nahm nördlich des Dorfes die Kaiser-Ferdinands-Nordbahn auf der Hauptstrecke von Wien nach Krakau den Verkehr auf. Knapp drei Kilometer nordöstlich wurde auf freiem Felde der Bahnhof Mährisch Ostrau-Priwoz gebaut. Ab 1850 bildete Ellgoth/Lhotka eine Gemeinde im Bezirk Mistek. 1880 lebten in der Gemeinde 472 Menschen. In dieser Zeit setzte die Industrialisierung ein. Die Teiche an der Oder wurden trockengelegt und auf den Fluren von Ellgoth eine Kokerei errichtet. Nachfolgend entstanden Ziegeleien, eine Maschinenfabrik, Eisengießerei und eine Spiritusraffinerie, für die Arbeitersiedlungen angelegt wurde. Im Jahr 1900 wurde Ellgoth dem neuen Bezirk Mährisch Ostrau zugeordnet. 1890 hatte Ellgoth bereits 1154 Einwohner. Zehn Jahre später war aus dem Dorf eine Arbeitervorstadt mit 7571 Einwohnern geworden, darunter mit über 2000 Polnischsprachigen und fast 350 Deutschsprachigen. Im Jahre 1900 bemühte sich die Gemeinde um eine Namensänderung. Anstelle von Ellgoth bei Ostrau/Lhotka u Moravské Ostravy sollte sie zunächst Ostravská Lhotka genannt werden. Schließlich entschied sich die Gemeinde für Mariánské Hory/Marienberg, benannt nach der Jungfrau Maria und dem den Ort prägenden Steinkohlen- und Eisenerzbergbau. 1901 wurde die Umbenennung vollzogen. Am 1. April 1907 erhob Kaiser Franz Joseph I. Mariánské Hory/Marienberg zur Stadt. Bürgermeister der Stadt war von 1906 bis 1910 der Arzt Jan May, der 1902 bei Čeladná das Bergarbeitersanatorium Lázně Skalka gegründet hatte.
Im Januar 1919 trat nach der Gründung der Tschechoslowakei die Stadtvertretung zurück und die Amtsgeschäfte wurden bis 1924 durch eine Kommission verwest. 1921 bestand die Bevölkerung zu 95 % aus Tschechen. Im Jahre 1924 wurde Mariánské Hory im Zuge der Pläne zur Schaffung eines „Groß Ostrau“ nach Mährisch Ostrau eingemeindet.  Seit 1990 bildet der Ortsteil zusammen mit Hulváky den Stadtbezirk Mariánské Hory a Hulváky. 1991 hatte der Ortsteil 13594 Einwohner. Im Jahre 2001 bestand Mariánské Hory aus 717 Wohnhäusern, in denen 11879 Menschen lebten.

## Sehenswürdigkeiten
- Neobarocke Pfarrkirche Jungfrau Maria Königin, erbaut 1905–1908, das Gemälde des Erzengels Michael am Seitenaltar stammt von Luděk Marold, das Hauptaltarbild schuf Joža Uprka
- Marienkapelle, errichtet 1877

## Persönlichkeiten
- Otmar Mácha (1922–2006), tschechischer Komponist